# فیلیپ اوپوسی
فیلیپ اوپوسی ریاضی‌دان و منجم یونانی قرن پنجم قبل از میلاد و از شاگردان افلاطون بود.
او پس از مرگ استادش، اپینومیس را تدوین کرد که فیثاغوریترین همهٴ رسایل افلاطونی بود، و ذیلی بر کتاب نوامیس نوشت که برای مطالعهٴ نجوم و فیزیک افلاطونی اهمیت دارد. 
او دربارهٴ اعداد کثیرالاضلاع و بسیاری موضوعات نجومی آثاری نوشت، ولی هیچ‌یک از آثارش به جای نمانده است.
او رنگین‌کمان را پی‌آمد انکسار نور دانست.
احتمال زیاد دارد که فیلیپ اوپوسی با فیلیپ مدمایی (منده‌ای) یکی باشد.